# Форте деи Марми
Форте деи Марми (итал. Forte dei Marmi) је насеље у Италији у округу Лука, региону Тоскана.
Према процени из 2011. у насељу је живело 7656 становника. Насеље се налази на надморској висини од 3 м.

## Становништво
Према резултатима пописа становништва 2011. у општини је живело 7.660 становника.
| 1936. | 1951. | 1961. | 1971.  | 1981.  | 1991. | 2001. | 2011. |
| ----- | ----- | ----- | ------ | ------ | ----- | ----- | ----- |
| 6.213 | 7.878 | 8.840 | 10.229 | 10.320 | 9.514 | 8.444 | 7.660 |

## Партнерски градови
- Хан
- Етербек